# In the Presence of
Az In the Presence Of a Yes Magnification című albumának kilencedik, egyetlen tételekre bontott száma, melyet Jon Anderson, Chris Squire, Alan White, Steve Howe és a lemezen szereplő szimfonikus zenekar karmestere, Larry Groupé írt.
Tipikus Yes-dal, melyben Anderson énekhangja és Howe gitárjátéka áll a középpontban.
Tételei:
1. Deeper
2. Death of Ego
3. True Beginner
4. Turn Around and Remember

Az In the Presence of szerepel a Symphonic Live és a Live at Montreux 2003 című DVD-n, valamint ezeken kívül még öt válogatáslemezen.

## Közreműködő zenészek
- Jon Anderson – ének
- Chris Squire – basszusgitár
- Steve Howe – gitár
- Alan White – dob

egy szimfonikus zenekarral együtt.

## Egyéb kiadványokon
- Symphonic Live
- Essentially Yes (az egész Magnification hallható rajta)
- In A Word: Yes (1969–)
- Live at Montreux 2003
- The Solid Gold Collection
- YesSpeak
- 35th Anniversary Edition: YesSpeak/Yes Acoustic
- Topography

## Külső hivatkozások
- Dalszöveg
- A Magnification koncertfelvétel a YouTube-on 1. rész
- A Magnification koncertfelvétel a YouTube-on 2. rész